# Skapare av TV-serie
Skapare av TV-serie (Creator) är i den amerikanska TV-branschen den eller de personer som anses ha haft ett avgörande inflytande över att en viss TV-serie har tillkommit. Ett närbesläktat begrepp är show runner, men en show runner behöver nödvändigtvis inte vara skaparen, även om skaparen också kan vara show runner.
Det kan röra sig om att hittat på ett koncept, en miljö som rollfigurerna rör sig i, ramar för intrigen eller en övergripande handling.
Skaparen av TV-serien är ofta med som exekutiv producent och/eller manusförfattare.

## Exempel
- J. J. Abrams
- Donald P. Bellisario
- Rick Berman
- Stephen J. Cannell
- Vince Gilligan
- Matt Groening
- Susan Harris
- David E. Kelley
- Glen A. Larson
- Sidney Sheldon
- Aaron Sorkin
- Aaron Spelling
- Joss Whedon
- Dick Wolf
- Anthony E. Zuiker